# Lowville (villa)
Lowville (pronunciado [ˈlaʊvɪl]) es una villa en el condado de Lewis, Nueva York, Estados Unidos. La villa se encuentra localizada en la parte oriental del Pueblo de Lowville. Lowville es la sede de condado del Condado de Lewis. El nombre se deriva de Nicholas Low, un propietario de terrenos del lugar.
El código postal para Lowville es 13367. La población de la villa en el censo de 2000 de los Estados Unidos era de 3,476 personas.